# Yushu Batang
Yushu Batang (kinesiska: 玉树巴塘机场) är en flygplats i Kina. Den ligger i provinsen Qinghai, i den nordvästra delen av landet, omkring 600 kilometer sydväst om provinshuvudstaden Xining. Yushu Batang ligger 3 904 meter över havet.
Runt Yushu Batang är det mycket glesbefolkat, med 6 invånare per kvadratkilometer. Närmaste större samhälle är Baitang, 11,1 km öster om Yushu Batang. Trakten runt Yushu Batang består i huvudsak av gräsmarker.
Genomsnittlig årsnederbörd är 750 millimeter. Den regnigaste månaden är juni, med i genomsnitt 162 mm nederbörd, och den torraste är december, med 3 mm nederbörd.